# 胡ゆぇんゆぇん
胡 ゆぇんゆぇん（こ ゆぇんゆぇん、簡体字中国語: 胡嫄嫄、1986年 - ）は、日本の映像作家、アニメーター。
主に、NHKの音楽番組『みんなのうた』などのアニメーションを制作している。中国南京市生まれ。

## 作品一覧

### みんなのうた
- ◆は、5分間1曲枠の楽曲（ロングのうた）。
- 1.夢待列車 / 城南海、ひばり児童合唱団（2013年2月・3月放送）◆
- 2.ちいさなうた / lily（2022年10月・11月放送）